# Cơm Hayashi
Cơm Hayashi hoặc cơm thịt bò băm (ヤ ラ) là một món ăn phổ biến ở Nhật Bản như một món ăn theo phong cách phương Tây hoặc yōshoku. Nó thường chứa thịt bò, hành tây và nấm mỡ, trong nước sốt demi-glace dày thường chứa rượu vang đỏ và tương cà chua. Nước sốt này được rưới bên trên hoặc trộn cùng với cơm trắng. Nước sốt đôi khi được phủ một lớp kem tươi.
Các biến thể công thức đôi khi bao gồm nước tương  và rượu sake.
Món ăn có nguồn gốc từ thị trấn mỏ cũ là Ikuno, tỉnh Hyōgo, Nhật Bản. Có một kỹ sư người Pháp làm việc cho mỏ năm 1868 và đã cải tiến nó. Cơm Hayashi có ảnh hưởng của phương Tây với việc sử dụng demi-glace và thường là rượu vang đỏ, nhưng chưa được biết đến ở các nước phương tây. Trên thực tế, nó có chứa các thành phần phổ biến ở Nhật Bản: những lát thịt bò (tỉnh Hyōgo cũng nổi tiếng với thịt bò Kobe), cơm và nước sốt demi-glace (trong số những loại khác). Nó có thể được so sánh với một món ăn phổ biến khác, bít tết hamburger kiểu Nhật với sốt demi-glace. Một biến thể khác là Omuhayashi, sự kết hợp của gạo Omurice và Hayashi. Nó cũng giống như một món cà ri Nhật Bản và thường xuất hiện trên các menu cùng với cà ri.
Có một số tranh luận liên quan đến nguồn gốc tên của món ăn này:
- Một giả thuyết là cái tên được đặt bởi Yuteki Hayashi (矢 仕; Hayashi Yūteki), chủ tịch đầu tiên của công ty xuất bản Maruzen (善) (ja: 丸 善 雄 松 堂).
- Một giả thuyết khác là tên được sản xuất bởi một đầu bếp tên Hayashi, người thường phục vụ món ăn này cho các bữa ăn của nhân viên tại nhà hàng Ueno Seiyōken (野 精).
- Có lẽ là lời giải thích phổ biến nhất   là tên (ハ ヤ;"hayashi";"băm") chỉ đơn giản bắt nguồn từ cụm từ tiếng Anh"thịt bò băm".

Cơm Hayashi là một trong những món ăn phổ biến nhất theo phong cách phương Tây của Nhật Bản. Nhờ có sẵn rộng rãi hỗn hợp gạo Hayashi (thường được bán dưới dạng khối roux) và nước sốt demiglace được chuẩn bị (thường đóng hộp) tại các siêu thị Nhật Bản, món ăn này là món ăn phổ biến trong gia đình. Giống như cà ri Nhật Bản, nó thường được ăn bằng thìa.
Cơm Hayashi là một món ăn quan trọng trong tiểu thuyết bí ẩn của nhà văn Keigo Higashino Ryūsei no Kizuna.